# Pfarrkirche Tumeltsham

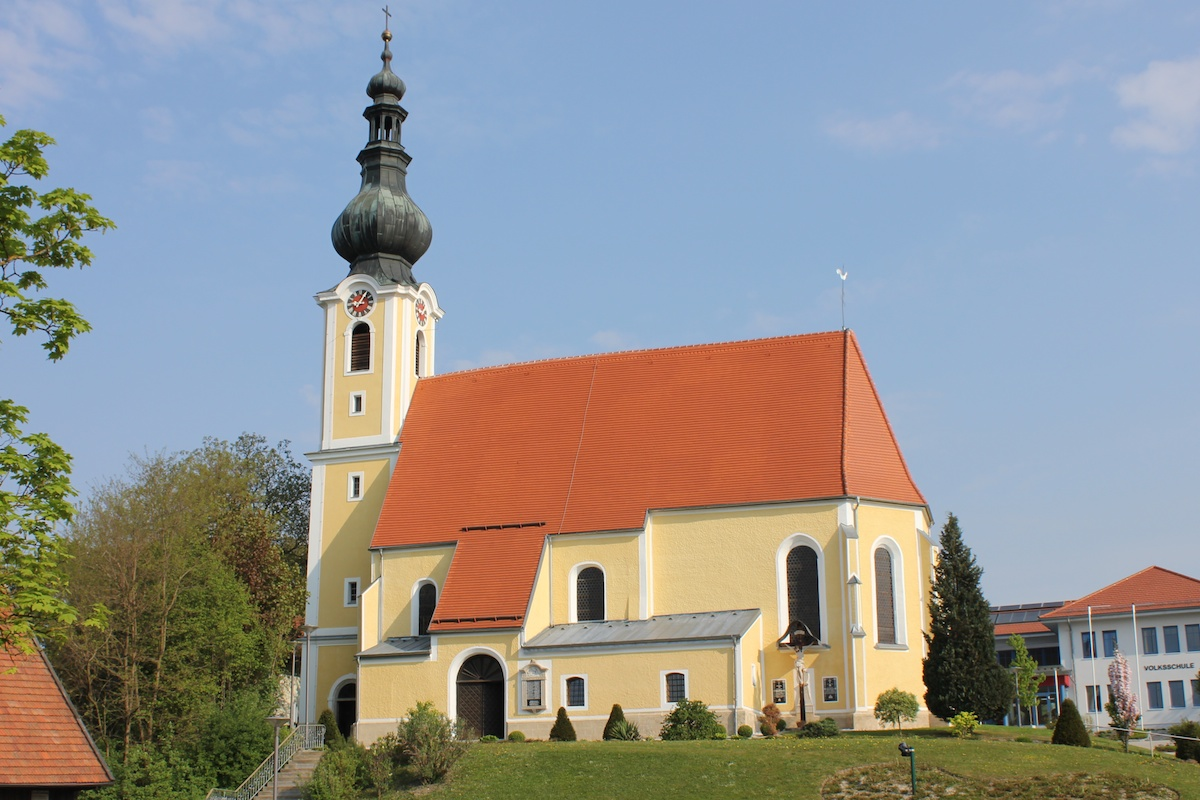
Pfarrkirche hl. Veit in Tumeltsham

Die Pfarrkirche Tumeltsham steht im Ort Tumeltsham in der Gemeinde Tumeltsham in Oberösterreich. Die römisch-katholische Pfarrkirche hl. Veit gehört zum Dekanat Ried im Innkreis in der Diözese Linz. Die Kirche steht unter Denkmalschutz.

## Geschichte
Eine Kirche wurde 1122 urkundlich genannt.

## Architektur
Beim ursprünglich gotischen zweischiffigen Langhaus wurden 1776 die Pfeiler entfernt und ein neues Gewölbe eingebaut. Das heute einschiffige dreijochige Langhaus hat ein Stichkappentonnengewölbe. Der gotische zweijochige Chor mit einem Fünfachtelschluss ist erhalten. Der Westturm aus 1845 erhielt einen Helm nach dem Muster der Pfarrkirche Ried im Innkreis. Vor dem spätgotischen Südportal steht eine netzrippengewölbte Vorhalle.

## Ausstattung
Den Hochaltar aus 1763 schuf wohl Johann Peter Schwanthaler der Ältere. Der Hochaltar hat ein neueres Altarbild. Die Seitenaltäre haben neuere Statuen und Seitenstatuen um 1700 aus der Werkstatt von Thomas Schwanthaler. Es gibt eine Holzstatue Altöttinger Muttergottes in der Art des Franz Schwanthaler. Die Kanzel aus 1697 ist von Thomas Schwanthaler.
Der gotische Taufstein trägt eine Aufsatzgruppe Taufe Christi aus der Mitte des 18. Jahrhunderts. Die Orgel aus 1880 wurde von Franz Sales Ehrlich gebaut.